# Louis Philippe Albert d’Orléans, comte de Paris

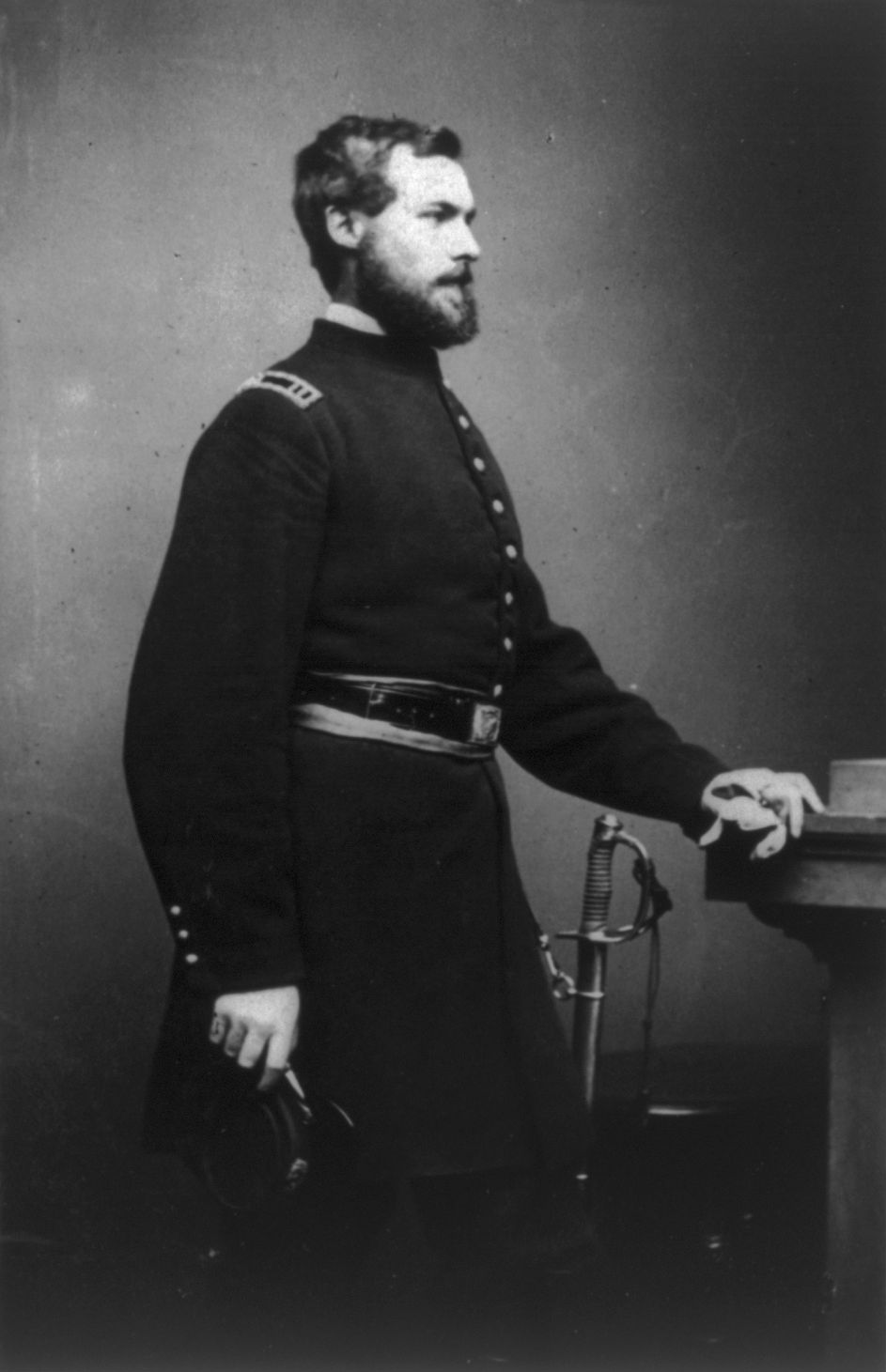
Louis Philippe d’Orléans, comte de Paris, in der Uniform eines Captains der United States Army.

Louis Philippe Albert d’Orléans, comte de Paris (* 24. August 1838 in Paris; † 8. September 1894 in Stowe, Buckinghamshire) war der älteste Sohn von Ferdinand Philippe d’Orléans, duc de Chartres, und Enkel des letzten französischen Königs Ludwig Philipp. Von 1842 bis 1848 war er Kronprinz von Frankreich.

## Leben
Nach dem frühen Unfalltod seines Vaters 1842 rückte Louis Philippe in die Position des Kronprinzen von Frankreich (Prince royal), als künftiger Nachfolger seines Großvaters Louis-Philippe, König der Franzosen, auf. Der Tod des Vaters löste einen Streit innerhalb der königlichen Familie über die Einsetzung eines Regentschaftsrates aus, der aufgrund des hohen Alters des Königs und der Tatsache, dass der neue Thronfolger, Prinz Louis Philippe Albert, beim Tod seines Vaters erst vier Jahre alt war, unumgänglich schien. Hauptgegner in dem Streit um die künftige Regentschaft waren Louis Philippe Alberts deutsche Mutter, die Witwe des verstorbenen Kronprinzen, und dessen Bruder, Louis Herzog von Nemour, der sich letztendlich durchsetzte. Zu einer Regentschaft kam es allerdings nicht mehr, da bei der Revolutionswelle von 1848 auch die französische Monarchie beseitigt wurde. Zur Pariser Februarrevolution 1848 trug bei, dass der König alt, der Thronfolger minderjährig und der vorgesehene Regent unbeliebt waren. Einige Jahre zuvor hatte es Streit um die Apanage für den Herzog von Nemour gegeben; eine Mehrheit des Parlaments hatte diesem − der nur seinen Offizierssold bezog − eine fürstliche Ausstattung mit Landbesitz und fester Apanage verweigert. Der hochfahrende und arrogante Herzog schlug schließlich während der Revolution die Rolle des Regenten aus, als König Louis Philippe zugunsten seines Enkels abdanken wollte.
Nach der Revolution war der 9-jährige Kronprinz gezwungen mit seiner Familie ins britische Exil zu gehen. Seit dem Tod seines Großvaters 1850 wurde er von den Anhängern des Hauses Orléans (Orléanisten) als rechtmäßiger Prätendent für den französischen Thron anerkannt. Als solcher nahm er die frühmittelalterlichen Titel „Graf von Paris, Herzog von Frankreich“ an, welche einst die Robertiner geführt hatten, von denen die Kapetinger und damit die Bourbon-Orléans direkt abstammen. Diese Titel werden seither vom jeweiligen Oberhaupt des Hauses Orléans geführt.
Während des Sezessionskrieges diente er gemeinsam mit seinem Bruder Robert d’Orléans und anderen Familienangehörigen als Offizier in der Armee der Union. Als Angehöriger des Stabs der Potomac-Armee unter General George B. McClellan zeichnete er sich 1862 im Halbinsel-Feldzug aus. Über den Bürgerkrieg schrieb er ein vierbändiges Geschichtswerk. 1864 bezog er das York House (Twickenham) im damaligen Londoner Vorort Twickenham, das zwei Direktoren des Bankhauses Coutts & Co für ihn erworben hatten.
Nach dem Sturz des zweiten französischen Kaiserreichs 1870 kehrte der Graf von Paris 1871 nach Frankreich zurück. Nun unternahmen die beiden monarchistischen Strömungen der Orléanisten und Legitimisten einen Versuch zur gegenseitigen Aussöhnung, mit der Wiederherstellung der Monarchie als Ziel. Als ihr König sollte von Seiten der Orléans der bourbonische Comte de Chambord als „Heinrich V.“ anerkannt werden, welcher wiederum die konstitutionelle „Julimonarchie“ als Staatsverfassung anerkennen sollte. Diese „Fusion“ scheiterte allerdings an der ultraroyalen Gesinnung des Comte de Chambord, der sich in seinem am 5. Juli 1871 veröffentlichten Manifest weigerte, die revolutionäre Trikolore wie auch das königliche Wappen der drei goldenen Lilien auf blauem Schild als äußerliche Symbole des französischen Staates zu akzeptieren. Für ihn war einzig das weiße Lilienbanner des absolutistischen Ancien Régime akzeptabel, während Louis Philippe den Kompromiss unterstützte. Hinter diesem Flaggenstreit manifestierten sich letztlich die zwei gegensätzlichen Auffassungen des Gottesgnadentums auf der einen und des durch die Revolution errichteten Prinzips der nationalen Souveränität auf der anderen Seite.
1873 unternahm Louis Philippe noch einmal einen Versuch zu einem Ausgleich mit dem Comte de Chambord in dessen Exil in Frohsdorf, und erkannte dessen Thronfolgerecht an. Die Einigung blieb allerdings nur oberflächlich bestehen, da die unterschiedlichen Ansichten beider Lager bestehen blieben. Nachdem der Comte de Chambord 1883 kinderlos gestorben und die königliche Linie der Bourbonen damit erloschen war, formulierte Louis Philippe als „Philipp VII.“ den Anspruch des Hauses Orléans auf die rechtmäßige Vertretung des „Hauses Frankreich“ und damit sein alleiniges Nachfolgerecht auf den Thron. Ultraroyale Anhänger der Legitimisten wiesen dies allerdings zurück und proklamierten mit einem Vertreter der spanischen Bourbonen (Haus Bourbon-Anjou) einen eigenen Prätendenten, womit die Spaltung der monarchistischen Bewegung eine Fortsetzung fand.
Inzwischen festigte sich die dritte Republik und die Monarchisten verloren 1876 die Mehrheit in der Deputiertenkammer an die Republikaner. Am 22. Juni 1886 wurde das Gesetz zur Exilierung des Hauses Orléans aus Frankreich angenommen, worauf Louis Philippe wieder nach England zog. Dort wurde er nach seinem Tod in der Saint-Charles Borromée Chapel von Weybridge bestattet. Dem Haus Orléans wurde erst 1950 nach Aufhebung des Exilgesetzes die Rückkehr nach Frankreich gestattet, worauf sein Leichnam 1958 mit denen anderer exilierter Orléans in die Chapelle royale Saint-Louis in Dreux überführt werden konnte, der traditionellen Grablege der Familie.

## Familie
Louis Philippe heiratete am 30. Mai 1864 seine Cousine Maria Isabella d’Orléans-Montpensier (1848–1919), Tochter von Antoine d’Orléans, Herzog von Montpensier, mit der er acht Kinder hatte:
- Marie Amélie Louise Hélène (1865–1951); ⚭ König Karl I. von Portugal
- Louis Philippe Robert d’Orléans (1869–1926), Herzog von Orléans
- Hélène Louise Françoise Henriette (1871–1951); ⚭ Emanuel Philibert von Savoyen-Aosta (1869–1931), Sohn von König Amadeus I. von Spanien
- Charles (*/† 1875)
- Isabelle Marie Laure Mercédès Ferdinande (1878–1961); ⚭ Jean d’Orléans, Herzog von Guise
- Jacques Marie Antoine Clément (1880–1881)
- Louise Françoise Marie Laure (1882–1958) ⚭ Prinz Carlos Maria de Bourbon
- Ferdinand François Philippe Marie Laurent (1884–1924), Herzog von Montpensier

## Werk
- Louis Philippe Albert d’Orléans, Comte de Paris: History of the Civil War in America (Philadelphia, Porter and Coates, 1875–1888), in 4 Bänden